# (100710) 1998 BU17
(100710) 1998 BU17 es un asteroide perteneciente al cinturón de asteroides descubierto el 22 de enero de 1998 por el equipo del SpacewatchFALSO desde el Observatorio Nacional de Kitt Peak, Arizona, Estados Unidos.

## Designación y nombre
Designado provisionalmente como 1998 BU17.

## Características orbitales
1998 BU17 está situado a una distancia media del Sol de 2,209 ua, pudiendo alejarse hasta 2,671 ua y acercarse hasta 1,747 ua. Su excentricidad es 0,209 y la inclinación orbital 1,609 grados. Emplea 1199,71 días en completar una órbita alrededor del Sol.

## Características físicas
La magnitud absoluta de 1998 BU17 es 16,6. 